# 王修智
王修智（1945年4月—2010年12月7日），男，山东广饶人，中华人民共和国政治人物。

## 生平
1969年毕业于山东师范学院中文系。1991年至1993年，任中共济宁市委副书记、代市长、市长。1993年至1997年，任济宁市委书记。1997年，任中共山东省委常务副秘书长、宣传部部长。2000年，担任山东省委副书记、秘书长。2005年1月21日增选为山东省政协副主席。2005年8月，不再担任中共山东省委副书记。2009年7月退休。
2010年12月7日在济南逝世。